# 所河仁美
所河仁美（日语：／ Shogawa Hitomi，2月8日—），日本女性聲優。屬於Kenyu Office。

## 概要
出身视频技术学院剧团朋友映画放送部。擅长素描与单板滑雪。爱好观看话剧、探寻美食。

## 出演

### 电视动画
2016年
- 救難小英雄24（鬼娘們）
- ALL OUT!!（籠由美）
- 魔法少女育成計劃（亞子的叔母）

2017年
- 靈契（店主）
- 南鎌倉高校女子自行車社（附近的老婆婆、巴的祖母）
- 幼女戰記（修女）
- Re:CREATORS（颯太的母親）
- 櫻花任務（主婦、布部雅美）
- 從零開始的魔法書（魔術師團D）
- 咕嚕咕嚕魔法陣（村人B）
- 食戟之靈 餐之皿（老人）
- 結城友奈是勇者 -鷲尾須美之章-
- 偶像大師SideM（老奶奶、工作人員）

2018年
- citrus（看護師）
- 齊木楠雄的災難 第2期（老人C）
- 和風喫茶鹿楓堂（老奶奶、櫻田香苗、長田美津子）
- 黃金神威（女老闆、娼婦）
- 漫畫女孩（老奶奶）
- 重神機潘多拉（老婆婆）
- 女神異聞錄5 the Animation（一二三的母親）
- 叛逆性百萬亞瑟王（女性）
- 佐賀偶像是傳奇（殺女初代總長）

2019年
- 龍族拼圖（商店街的阿姨）
- Fairy Gone（蘇娜村民）
- 賢者之孫（奧夫人）
- 名侦探柯南（养老院前台小姐）
- 獵獸神兵（住民B）
- 科學一方通行（飼育員）
- 戰姬絕唱SYMPHOGEAR XV（女性職員）
- 炎炎消防隊（堇修女、住民）
- Dr.STONE 新石紀（阿爾米）
- 普通攻擊是全體二連擊，這樣的媽媽你喜歡嗎？（母親D）
- 擅長捉弄人的高木同學2（美奈的祖母）
- 這個勇者明明超TUEEE卻過度謹慎（村人）
- Fate/Grand Order -絕對魔獸戰線巴比倫尼亞-（烏魯市民）
- 我們真的學不來！ 第2期（老婆婆A）

2020年
- 巴比倫（小說）（臨終關懷病房職員）
- 戀愛中的小行星（松）
- 淘氣貓2020：家有圓圓？！～我家的圓圓你知道嗎～（倉持）
- 神推偶像登上武道館我就死而無憾（CM旁白）
- 格萊普尼爾（三船的母親）
- 噴嚏大魔王2020（健太的媽媽、夫人）
- 魔法水果籃 第2期（女僕長）
- 夢夢貓（琴子的祖母）
- DECA-DENCE（攤位店主）
- 阿拉德 逆轉之輪（母親）
- 魔物娘的醫生（老哈比）
- 炎炎消防隊 貳之章（少女的母親）
- 請問您今天要來點兔子嗎？BLOOM（老婦人、客）

2021年
- Dr.STONE 新石紀 STONE WARS（阿魯米）
- 致不滅的你（祖母）
- 魔法水果籃 The Final（女僕長）
- 卡片戰鬥！！先導者 overDress（透也的祖母）
- 致不滅的你（祖母）
- TSUKIPRO THE ANIMATION 2（空的母親）
- BLUE REFLECTION RAY/澪（叔母）
- NIGHT HEAD 2041（一般人女性A）
- RE-MAIN（廣播）
- 陰陽眼見子（飼主）
- 境界戰機（佐久間順子、宇堂的僕人）

2022年
- 這個不能播！（祖母、女AD_B、養狗阿姨、老婆婆、祖父江P）
- 秘密內幕～女警的反擊～（由香里的母親）
- Healer Girl 歌癒少女（患者）
- 舞伎家的料理人（廣播）
- 舞動不止（監護人A）
- RPG不動產（女性）
- 處刑少女的生存之道（女幹部）
- 輝夜姬想讓人告白－超級浪漫－（中年的女性）
- 打工吧！！魔王大人（佐佐木由美子）
- Lycoris Recoil 莉可麗絲（大沼都知事）
- 黃金神威 第4期（有古一等卒的母親）
- 忍之一時（橫川）

2023年
- 銀砂糖師與黑妖精（村人）
- JoJo的奇妙冒險 石之海（母山羊）
- 致不滅的你 第2期（女）
- 冰屬性男子與無表情女子（母狐）
- 傲嬌反派千金莉潔洛特與實況主遠藤同學及解說員小林同學（女僕）
- 吸血鬼馬上死2（女性B）
- Dr.STONE 新石紀 NEW WORLD（阿魯米）
- 獻祭公主與獸王（波拉絲的母親）
- 機戰少女Alice Expansion（老婆婆）
- 偶像大師 灰姑娘女孩 U149（薰的祖母）
- 七魔劍支配天下（婦花A）
- 幻日夜羽 -鏡中暉光-
- 白聖女與黑牧師（來訪客）
- 重生者的魔法一定要特別（教授）
- 競速OVERTAKE!（巴士導遊老婆婆）
- 地下忍者（7人眾5）
- 賽馬娘 Pretty Derby Season 3（觀眾）

2024年
- 迷宮飯（楊）
- 婚戒物語（母親）
- 北海道辣妹金古錐（老婆婆）
- 公主殿下，「拷問」的時間到了（村人）
- 吸血鬼男子宿舍（長老）
- 從Lv2開始開外掛的前勇者候補過著悠哉異世界生活（女老闆）
- 蜻蛉高球（叔母）
- 夜晚的水母不會游泳（校長）
- 從Lv2開始開外掛的前勇者候補過著悠哉異世界生活（老闆娘）
- SHY 第2期
- 異世界失格（村人）
- 亂馬½（阿姨）
- 魔王2099（老婆婆）
- 地。-關於地球的運動-（老人）

2025年
- 群花綻放、彷如修羅（葵）
- 推理要在晚餐後（參加者）
- 九龍大眾浪漫（老闆娘、女性店主）
- 蠟筆小新（飼主）
- 來到棒球場捕捉我吧！（沙羅的母親）
- 炎炎消防隊 參之章（炭隸修女）

### 遊戲
2020年
- 寶可夢大師（小薊）